# Christa Müller (Schriftstellerin)
Christa Müller (* 8. März 1936 in Leipzig; † 2. Oktober 2021 in Potsdam) war eine deutsche Spielfilmdramaturgin bei der DEFA und Schriftstellerin von Lyrik und Prosa.

## Leben
Christa Müller wuchs in Leipzig auf. Nach der Schule machte sie eine Ausbildung zur Buchbinderin und an der Arbeiter- und Bauernfakultät ihr Abitur. Danach studierte sie zunächst in Dresden vier Semester Arbeitspsychologie, bevor sie 1958 nach Babelsberg an die Deutsche Hochschule für Filmkunst wechselte, um Spielfilmdramaturgie zu studieren. 1962 schloss sie mit dem Diplom ab. Während des Studiums bekam sie zwei Kindern. Das Mutterschutzgesetz der DDR verhalf ihr zu einem Arbeitsvertrag als Regieassistentin beim DEFA-Studio für Spielfilme, wo sie außerdem als Archivarin, Drehbuchautorin und Dramaturgin arbeitete. Mit der Umwandlung des VEB DEFA in eine Kapitalgesellschaft wurde sie zum 31. Dezember 1990 entlassen und blieb bis zur Rente im April 1996 arbeitslos.
Christa Müller war alleinerziehende Mutter von drei Kindern und lebte in Potsdam. Sie verstarb am 2. Oktober 2021 im St. Josef Krankenhaus und wurde im Südwestkirchhof Stahnsdorf beerdigt.

## Wirken
Sie war 1963 Regieassistentin von Slatan Dudow bei dem Spielfilm Christine, wirkte als Dramaturgin bei den Filmen Zum Beispiel Josef (1973, Regie: Erwin Stranka), Leben mit Uwe (1974, Regie: Lothar Warneke) und bei Peter Rochas Film Unser kurzes Leben (1980) mit. Sie schrieb das Filmszenario für Hannelore Unterbergs Ein Mädchen aus Schnee (1978) und das Drehbuch mit Siegfried Kühn für das Filmdrama Der Traum vom Elch (1985/86). Die DEFA-Stiftung veröffentlichte 2020 ihre Erinnerungen an die Zusammenarbeit mit Slatan Dudow und ihre eigene Geschichte bei der DEFA.
Ab den Siebzigerjahren veröffentlichte sie Lyrik in Zeitungen und Anthologien. Ihr erster Band mit Erzählungen erschien 1979 mit dem Titel Vertreibung aus dem Paradies. Er war 1982 die Vorlage für ein Kinderhörspiel in der Regie von Norbert Speer für den Rundfunk der DDR. Nach der Wende kam ihre Erzählung Die Verwandlung der Liebe heraus über eine alleinerziehende Mutter, die ihr ganzes Leben ihrem Sohn widmet. Als er beginnt sich für Mädchen zu interessieren und mit 18 Jahren auszieht, fühlt sie psychische Schmerzen wie eine verlassene Geliebte. Die amerikanische Literaturwissenschaftlerin Lorna Martens zählt diesen Text neben anderen zur feministischen Literatur der DDR. Müllers Roman Tango ohne Männer mit dem Untertitel Roman meiner Mutter behandelt in Episoden den Überlebenskampf von Frauen im Zweiten Weltkrieg und in der Nachkriegszeit.

## Veröffentlichungen
- zusammen mit Reiner Putzger und Maria Seidemann: Kieselsteine, Gedichte (Anthologie in der Reihe: Edition Neue Texte), Aufbau-Verlag, Berlin/Weimar 1975[11]
- Teufel im Kuhstall und Die Reise nach Leningrad. Zwei Geschichten, Verlag Tribüne, Berlin 1978
- Vertreibung aus dem Paradies, Erzählungen, Aufbau Verlag, Berlin/Weimar 1979
- Die Verwandlung der Liebe, Erzählung, Aufbau Verlag, Berlin/Weimar 1990, ISBN 978-3-351-01548-0
- Tango ohne Männer. Roman meiner Mutter, DVS, Frankfurt/M. 1998, ISBN 978-3-932246-14-2